# Cotton Candy
"Cotton Candy" é uma canção do cantor britânico Yungblud, gravada para seu segundo álbum de estúdio Weird! (2020). Foi lançada pela Locomotion Recordings e Interscope Records como quarto single do álbum em 9 de outubro de 2020.

## Antecedentes
Em 1 de março de 2020, YUNGBLUD usou sua história no Instagram, para contar aos fãs que "[escreveu] uma música sobre sexo". 6 meses depois, em 17 de setembro de 2020, ele anunciou o título, a lista de faixas e capa do álbum.
Durante uma transmissão ao vivo, um fã perguntou qual música ele estava mais nervoso para os fãs ouvirem e ele disse que estava mais nervoso por "Cotton Candy" porque os fãs nunca o ouviram nada assim antes. Ele começou a dar dicas de que havia uma música chegando que é fortemente sobre sexo. Em 6 de outubro de 2020, ele anunciou que "Cotton Candy" seria o quarto single. Ele compartilhou uma foto de si mesmo sentado nu nas redes sociais para começar a promover a música, a legenda afirmou que sexo não é pecado e perguntou aos fãs se eles estavam prontos para o single.
O videoclipe foi lançado em 15 de outubro de 2020, foi filmado em Kiev, Ucrânia, filmando a partir de 1 de outubro. O videoclipe foi dirigido por Tanu Muino.

## Videoclipe
O videoclipe dirigido por Tanu Muino foi lançado em 15 de outubro de 2020. No clipe, Yungblud tem seus muitos namoricos, mas há uma garota que ele não pode perder. "E eu quero ficar preso entre seus dentes como algodão doce/ Então você vai se lembrar de mim querida", ele canta no pré-refrão da canção. O vídeo foi filmado na Ucrânia e apresenta Yungblud e um harém de amantes brincando beijando, dançando e abraçando em uma série de quartos extravagantemente decorados.

## Desempenho nas tabelas musicais
| Tabela musical (2020)          | Melhor posição |
| ------------------------------ | -------------- |
| Reino Unido (UK Singles Chart) | 98             |

## Histórico de lançamento
| País      | Data                  | Formato(s)                 | Gravadora(s)          | Ref.   |
| --------- | --------------------- | -------------------------- | --------------------- | ------ |
| Vários    | 9 de outubro de 2020  | Download digital streaming | Locomotion Interscope | [ 14 ] |
| Austrália | 9 de outubro de 2020  | Rádios mainstream          | Universal             | [ 15 ] |
| Itália    | 23 de outubro de 2020 | Rádios mainstream          | Universal             | [ 16 ] |